# PEM-brandstofcel

Diagram van een proton exchange membrane fuel cell

Een protonenuitwisselingsmembraanbrandstofcel, proton-exchange membrane fuel cell (PEM FC) of PEM-brandstofcel is een brandstofcel die werkt met een polymeerelektroliet, voorzien van katalysatoren. Het ionentransport vindt plaats met behulp van waterstof(H)-ionen, de katalysator voor de ionisatie van het waterstof is platina of platina-ruthenium
De kosten van dit type brandstofcel bestaan merendeels uit de productiekosten van de MEA (membrane electrode assembly) van het PEM (proton exchange membrane) membraan. Er is een aantal doorbraken geweest, het  Nafion®-membraan, ± 400,- euro per m2 is inmiddels net als het Toyota PEM en 3M PEM membraan ingehaald door ITM Power waardoor de kosten nu op ± 4 euro per m2 liggen (2004). Het nieuwe membraan is gemaakt van koolwaterstof-polymeren en zou een drie keer hogere geleiding hebben. Een van de grotere spelers in de markt zou Solupor® (een zeer  poreuze polyetheenfilm) in zijn brandstofcellen toepassen.
De PEM FC is ook bekend als:
- SPFC: Solid Polymer Fuel Cell,
- SPEFC: Solid Polymer Electrolyte Fuel Cell,
- IEMFC: Ion Exchange Membrane Fuel Cell

## Algemene werking
Deze vorm van brandstofcel maakt gebruik van waterstof als brandstof, waartussen een polymeer membraan fungeert als elektrolyt. Een veelgebruikt polymeer hiervoor is Nafion, dit is een polytetrafluoretheen (PTFE, of Teflon®) waarop korte ketens geplaatst worden eindigend op een sulfonzuurgroep, die negatief geladen is waardoor het de waterstof(H)-ionen aantrekt. Dit zorgt voor de volgende situatie: de ruggengraat van PTFE is hydrofoob, sulfonzuur is zeer hydrofiel. Hierdoor zal water zich clusteren rond deze zijketens. Dit zorgt er voor dat de aangetrokken  protonen een zekere bewegelijkheid verkrijgen binnen deze structuur, hierdoor kunnen deze van de anode naar de kathode migreren.
Deze methode heeft verschillende gevolgen. Het is noodzakelijk dat de werkingstemperatuur niet hoger is dan 80-90°C opdat het membraan niet opdroogt of structurele integriteit verliest. Deze lagere werkingstemperatuur bemoeilijkt de ionisatie van het waterstof- en zuurstofgas. Om dit te overkomen maakt men gebruik van edele metalen als platina als katalysator voor de ontbinding, dit drijft de kosten van de brandstofcel op.
De hoeveelheid van het aanwezige water moet ook zeer nauwkeurig gecontroleerd worden: de geleidbaarheid voor protonen van de elektrolyt stijgt bij toevoeging van extra water, maar bij een te grote hoeveelheid kunnen de elektrodes vollopen waardoor deze geblokkeerd worden. Ook dit draagt bij tot de complexiteit van de brandstofcel, en dus tot de kosten hiervan.
Dit proces resulteert in een typische energie-efficiëntie van 50-60%.

## Toepassingen
De PEM FC heeft zijn grootste toepassing in de transportsector. De eigenschappen van deze cel zijn hiervoor dan ook uitermate geschikt. Deze soort brandstofcel heeft een zeer grote energiedichtheid ten opzichte van andere modellen, en heeft door zijn relatieve lage operatietemperatuur een zeer korte opstarttijd.
Voorbeelden van voertuigen met PEM brandstofcellen:
- Toyota Mirai
- Honda FCX Clarity
- Hyundai Nexo

Andere toepassingen omvatten stationaire en draagbare energieproductie.